# John Edward Talbot Younger
John Edward Talbot Younger, britanski general, * 1888, † 1974.